# Distrikt Chungui
Der Distrikt Chungui liegt in der Provinz La Mar in der Region Ayacucho in Südzentral-Peru. Der Distrikt entstand während den Gründungsjahren der Republik Peru. Er besitzt eine Fläche von 519 km². Beim Zensus 2017 wurden 4545 Einwohner gezählt. Sitz der Distriktverwaltung ist die 3499 m hoch gelegene Ortschaft Chungui mit 627 Einwohnern (Stand 2017). Chungui liegt 45 km südöstlich der Provinzhauptstadt San Miguel.

## Geographische Lage
Der Distrikt Chungui liegt in der peruanischen Zentralkordillere im zentralen Südosten der Provinz La Mar. Der Distrikt wird im Südwesten von dem nach Südosten strömenden Río Pampas sowie im Nordosten von dem nach Norden strömenden Río Apurímac begrenzt.
Der Distrikt Chungui grenzt im Südwesten an die Distrikte El Porvenir und Huaccana (beide in der Provinz Chincheros), im Norden an den Distrikt Anco, im Nordosten an die Distrikte Villa Virgen und Vilcabamba (beide in der Provinz La Convención) sowie im Südosten an den Distrikt Oronccoy.

## Ortschaften
Neben dem Hauptort gibt es folgende größere Ortschaften im Distrikt:
- Palljas
- Qotopuquio (226 Einwohner)
- San José de Socos (292 Einwohner)
- Tantarpata (251 Einwohner)
- Villa Aurora (324 Einwohner)